# یوسوکه کوبایاشی (بازیکن فوتبال، زاده ۱۹۸۳)
یوسوکه کوبایاشی (ژاپنی: 小林 優希؛ زادهٔ ۱۶ اکتبر ۱۹۸۳) یک بازیکن فوتبال اهل ژاپن است.
از باشگاه‌هایی که در آن بازی کرده‌است می‌توان به باشگاه فوتبال فاگیانو اوکایاما اشاره کرد.